# Miss the Rage
«Miss the Rage» — песня американских рэперов Trippie Redd и Playboi Carti. Она является лид-синглом четвёртого студийного альбома Trippie Redd Trip at Knight. Песня была выпущена 7 мая 2021 года.

## История
Изначально Trippie Redd опубликовал отрывок «Miss the Rage» в Instagram в декабре 2020 года. Позже была создана фанатская версия песни, ставшая вирусной в TikTok, содержащая вокал Playboi Carti из его гостевого куплета на треке «Want To» умершего рэпера Juice WRLD. Её популярность привела к тому, что Trippie Redd попросил Playboi Carti официально поучаствовать на «Miss the Rage». Обложка и дата релиза были обнародованы 3 мая 2021 года. Название песни также стало лозунгом в сообщениях Trippie Redd в социальных сетях. Изначально хук песни принадлежал американскому рэперу Марио Джуде, однако он был вырезан из финальной версии.

## Описание
Название песни связано с отсутствием ярости, которой Trippie Redd не испытывал во время отсутствия выступлений на концертах из-за пандемии COVID-19. Рэпер объяснил: «Меня заперли. Я один из тех, кто присутствует на фестивалях, я схожу с ума от них. Я готов вернуться на сцену. Я устал от этого дерьма. Я устал сидеть дома, потому что это всё, чем я занимался. В связи со всем этим дерьмом с COVID я был просто в своём творческом пространстве, создавая музыку, от которой я действительно кайфовал». Песня была названа «высокооктановой».

## Отзывы
Агрегатор Complex заявил: «Оба исполнителя обыгрывают энергию друг друга в „Miss The Rage“, при этом Trippie даже перенимает некоторые из адлибов Carti, играя в пинг-понг между строчками». Говоря про лирическое видео, он отметил что: «Trippie Redd извлёк выгоду из игры слов для визуализации сингла, которая очень похожа на видеоигру». Обозреватель Rolling Stone написал: «Несмотря на то, что рэперы всё больше увлекаются рок-музыкой, звучание „Miss the Rage“ ближе к стилю хип-хопа, на котором оба исполнителя строили свою карьеру». Рецензент Джордан Дарвилле из The Fader отметил инструментальную часть сингла: «Инструментал, созданный Loesoe, с его перевёрнутыми синтезаторными аккордами предлагает более яркую и гораздо более обескураживающую атмосферу, чем большинство треков на последнем альбоме Carti Whole Lotta Red».

## Чарты
| Чарт (2021)                                | Высшая позиция |
| ------------------------------------------ | -------------- |
| Австралия (ARIA)                           | 31             |
| Бельгия/Фландрия (Ultratip Bubbling Under) | 42             |
| Канада (Billboard Canadian Hot 100)        | 15             |
| Чехия (Singles Digitál Top 100)            | 46             |
| Франция (SNEP)                             | 132            |
| Германия (GfK)                             | 87             |
| Мир (Billboard Global 200)                 | 13             |
| Ирландия (IRMA)                            | 28             |
| Литва (AGATA)                              | 12             |
| Нидерланды (Single Top 100)                | 72             |
| Новая Зеландия (Recorded Music NZ)         | 18             |
| Словакия (Singles Digitál Top 100)         | 25             |
| Швеция (Sverigetopplistan Heatseeker)      | 3              |
| Швейцария (Schweizer Hitparade)            | 30             |
| Великобритания (OCC UK Singles)            | 32             |
| Великобритания (OCC UK Hip Hop/R&B)        | 14             |
| США (Billboard Hot 100)                    | 11             |
| США (Billboard Hot R&B/Hip-Hop Songs)      | 6              |